# Faisà d'esperons cuallarg
El faisà d'esperons cuallarg (Polyplectron chalcurum) és ocell de la família dels fasiànids (Phasianidae), que habita la selva de Sumatra.